# Agneta Sköld
Agneta Elisabeth Sköld, född Norrman 18 april 1947 i Västerås Lundby församling, Västmanlands län, är en svensk kördirigent, kyrkomusiker och tonsättare.

## Biografi
Agneta Sköld utbildade sig vid Kungliga Musikhögskolan i Stockholm med organistexamen 1969, kantors- och musiklärarexamen 1973 och i solosång. Hon har varit korist i Radiokören och i Eric Ericsons kammarkör samt lärare vid Musikhögskolan Ingesund.
Hon arbetade som kyrkomusiker från 1978. Från 1991 var hon anställd i Västerås domkyrkoförsamling, där hon var domkyrkoorganist från 2006 till sin pensionering 2014. Hon bildade Västerås domkyrkas motettkör 1991 och övertog samma år ledningen för Mariakören efter företrädaren Bror Samuelson. Hon ledde Mariakören fram till 2016, med ett års uppehåll.
Sköld är en aktiv komponist, med tonvikt på vokal- och körmusik. 
Hemsida: AgnetaSköldMusikproduktion  https://sites.google.com/d/12YfoPXOmPbXTZzA1F8zUSKLBFmt0PWFs/p/15xbZpXo6mkQg84owKXR40o17ylCKaPOC/edit

## Utmärkelser
- 1998 – Årets körledare
- 2003 – Norrbymedaljen
- 2011 – H.M. Konungens medalj, 12:e storleken i högblått band
- Gustaf Aulén-stipendiet
- Västerås stads kulturstipendium
- Agneta Sköld innehar stol nr 15 i Västmanlandsakademien
- 2019 - Månadens Körtonsättare #4 av Gehrmans musikförlag
- 2019 - Musikföreningens i Stockholm körtonsättarstipendium

## Verkförteckning (urval)

### Vokalmusik

#### För lika röster
- 10 sånger för barnkör (Gehrmans)
  - Luffaren (Lennart Hellsing)
  - På vägarna ute i världen (Britt G. Hallqvist)
  - Nu kommer julens högtid snart (Sonja Hedberg)
  - Gubben i månen (Lennart Hellsing)
  - Så skönt (Britt G. Hallqvist)
  - Bön för freden (Britt G. Hallqvist)
  - Kväll i trädgården (Britt G. Hallqvist)
  - Högt i stjärnehimlen (Anders Frostensson)
  - En snövit blomma (Lennart Hellsing)
  - Lovsång (Britt G. Hallqvist)

- 11 sånger för barnkör (Gehrmans)
  - Skönt
  - Tullius Tomson o'hoj
  - Livets bröd
  - Lustgården
  - Häxan Trickel Tråckel
  - Soppa a la Kajsa Warg
  - Vem är han?
  - På dopdagen
  - Lovsång
  - Limerick
  - Se, din konung

- Ave Maria  SA/piano/orgel / Wessmans Musikförlag
- Gläd er alltid i Herren  SA/piano / Wessmans Musikförlag
- Kyrie/Gloria  SSAA/piano 1990 / Gehrmans
- Sanctus  SSAA/piano 2005 / Gehrmans
- Agnus Dei  SSAA 2015 / Gehrmans
- Magnificat  SSAA, harpa, cello 1998 /beställd av Immanuelskyrkan, Stockholm / Gehrmans
- Där vandrar Lucia/Luciavisa SSA  (text Elsa Carlson) /Gehrmans
- Hodie Christus natus est  SSAA / Bo Ejeby /
- Veni Creator Spiritus / SA med orgel /beställd av Västerås domkyrkoförsamling 2019 /Gehrmans
- Döden tänkte jag mig så / SSAA a cappella / Gehrmans
- The Prayer of St Francis / SSAA a cappella / beställd av Katedralen i Freiburg, Tyskland

#### För blandad kör
- Jubilate Deo 2004 Gehrmans
- Go Crystal tears (2009 Gehrmans, tillägnad Aros vokalensemble)
- Corpus Christe Carol 2004 / Gehrmans
- Barnet föddes i ett stall 2004 / Gehrmans
- There is no rose 2004 / Gehrmans
- Nu löser solen sitt blonda hår (text Pär Lagerkvist) / Gehrmans
- Veni sancte spiritus  Mixed choir and organ /beställd av Västerås domkyrkoförsamling / Gehrmans
- I denna ljuva sommartid / SATB / Cantorgi förlag 2010
- Långt bortom detta (text Hjalmar Gullberg), 2014 / Gehrmans

- Requiem (blandad kör, sopran solo, orgel), 2015, Gehrmans musikförlag
  - I. Introit - Kyrie eleison
  - II. Domine, Jesu Christe
  - III. Hostias
  - IV. Sanctus
  - V. Agnus Dei
  - VI. Lux aeterna
  - VII. In Paradisum
- Lo, how a Rose upspringing/Det är en ros utsprungen, 2015/ Gehrmans
- Överge mig aldrig (blandad kör och cello), 2016 (text Anna Greta Wide, ej utgiven)
- O be joyful (blandad kör och orgel), 2018 (beställd av Svenska kyrkas gosskörsförening/ Gehrmans
- Lyssna till jorden/Sentenser / 2019 / beställd av Ungikör för Sveriges Ungdomskör och Erik Westberg / Gehrmans
- Den levande Maria / Svit i fem satser för kör och orgel / beställd av Stockholms domkyrkoförsamling 2018 / Gehrmans
- Vår Fader / Wessmans musikförlag /
- Versiklar för Evensong /svensk text / Wessmans Musikförlag
- Let your light come / SSAATTBB / beställd av S:t Jacobs Kammarkör och Gary Graden / Gehrmans
- With wondering awe / Solo and mixed choir a cappella / Gehrmans
- Unto us a child is born / Solo and mixed choir a cappella / Gehrmans / beställd av S:t Jacobs Kammarkör och Gary Graden
- The Lord is my shepherd / SATB / beställd av Västerås domkyrkoförsamling / Gehrmans
- God be merciful /SATB, divisi / Wessmans Musikförlag
- Natten skall vika / SATB / Wessmans Musikförlag / 2:a pris i Sv.Kyrkosångsförbunds kompositionstävling
- Så länge natten varar /SATB divisi/ Text Åsa Hagberg/ beställd av S:t Jacobs Kammarkör och Gary Graden

#### För SAB
- Symeons lovång 2009 /Gehrmans
- Stå upp, var ljus 2009 / Gehrmans
- Salig du, och högt benådad  2020 /SAB med piano/ beställd av Nora församling / Wessmans Musikförlag